# Maurice Lee Britt
Maurice Lee Britt, né le 29 juin 1919 à Carlisle (Arkansas) et mort le 26 novembre 1995, est un officier de l’United States Army décoré de la Medal of Honor pendant la Seconde Guerre mondiale, lieutenant-gouverneur de l'Arkansas de 1967 à 1971 et joueur de football américain.

## Biographie
Maurice Lee Britt naît le 29 juin 1919 à Carlisle, dans l’Arkansas. Surnommé « Footsie » lorsqu’il est enfant, il devient un bon athlète qui suit un cursus supérieur à l’université de l’Arkansas avec des bourses d’études en basket-ball et football américain. Il atteint dans cette discipline un bon niveau et joue en 1941 avec les Lions de Détroit. La même année, il obtient son diplôme de journalisme et le grade de second lieutenant de réserve obtenu via le Reserve Officers Training Corps.
Néanmoins, après avoir obtenu une exemption en 1941 en tant que sportif de haut niveau, il est mobilisé au début de l’année 1942. Affecté en tant que chef de peloton au sein de la compagnie L du 3e bataillon du 30e régiment d’infanterie, il débarque à Fédala avec la 3e division d’infanterie le 8 novembre 1942, sa compagnie ayant pour mission de neutraliser l’artillerie côtière du Fort Blondin. Après la campagne d’Afrique du Nord, il participe au débarquement en Sicile le 10 juillet 1943 et à la capture de Palerme, puis au débarquement de Salerne le 19 septembre.
Devenu chef de la compagnie L après que son commandant ait été blessé, Britt reçoit la Silver Star et une première Purple Heart lors de la prise d’Acerno pour avoir pris des risques considérables afin de détruire une position de mitrailleuse. Lors de l’attaque de Monte San Nicola, il prend également d’importants risques pour secourir un soldat blessé, ce qui lui vaut une Bronze Star. Le 8 novembre 1943, sa compagnie s’empare de Monte Rotundo, déclenchant une violente contre-attaque allemande. Les combats durent deux jours, pendant lesquels Britt tue cinq Allemands, en capture quatre et en blesse un grand nombre, mais est lui-même blessé par balle au flanc et par des éclats de grenade au visage, à la poitrine et aux mains. Son supérieur doit finalement lui donner l’ordre d’aller se faire soigner pour qu’il consente à se rendre au poste médical avancé, où il refuse également de se faire évacuer.
Britt participe au débarquement à Anzio le 22 janvier 1944, le lendemain, alors que son unité traverse le canal de Mussolini, il s’expose volontairement au tir d’une mitrailleuse afin de révéler la position de celle-ci, permettant sa destruction par l’artillerie, ce qui lui vaut la Distinguished Service Cross. Toutefois, le 24 janvier, un char tire sur la ferme d’où il observe le champ de bataille. Britt est gravement blessé et souffre d’un bras arraché, d’une jambe cassée et d’une importante blessure à la poitrine nécessitant l’ablation du poumon droit. Le 5 juin 1944, il reçoit la Medal of Honor pour ses actions du 8 novembre 1943 et participe à la vente des obligations de guerre jusqu’à sa démobilisation en décembre 1944. 
De retour à la vie civile, Britt étudie le droit à l’université puis travaille dans l’industrie avant de fonder sa propre entreprise. Il effectue deux mandats de lieutenant-gouverneur de l'Arkansas à la fin des années 1960 puis est directeur du district de l’Arkansas de la Small Business Administration de 1971 à 1985. Il meurt des suites d’une crise cardiaque le 26 novembre 1995 et est enterré au cimetière national de Little Rock.

## Distinctions
- Medal of Honor[3] ;
- Distinguished Service Cross[3] ;
- Silver Star[3] ;
- Bronze Star avec agrafe V[3] ;
- Purple Heart avec trois feuilles de chêne en bronze[3] ;
- Military Cross[3].